# Silvia Eccher
Silvia Eccher (Bolzano, 19 novembre 1981) è un'ex calciatrice e allenatrice di calcio italiana, di ruolo centrocampista o attaccante.

## Carriera

### Club
Silvia Eccher si appassiona al calcio fin da giovanissima, iniziando l'attività all'età di 9 anni.
Dalla stagione 1996-1997 è in rosa con il Trento, giocando il campionato di Serie B 1998-1999, condividendo con le compagne il campionato che vede la squadra raggiungere il vertice della classifica del girone B a 51 punti, a pari merito con il Foroni, e che cederà alla società veronese la qualificazione in Serie A perdendo per 1-0 lo spareggio del 25 aprile 1999.
Nella stagione 2001-2002 è in rosa con il Mantova, giocando il campionato di Serie B 2001-2002, condividendo con le compagne il primo posto nel girone B a 63 punti, sopravanzando di 3 punti il VeneziaJesolo, e festeggiando la promozione nella neoistituita Serie A2 a livello nazionale per il campionato successivo. Eccher veste la maglia della società mantovana, che dalla stagione 2003-2004 sposta la propria sede a Valeggio sul Mincio, giocando sempre in Serie A2 e raggiungendo sempre un'agevole salvezza fino al termine della stagione 2004-2005, quando la società rinuncia l'iscrizione al campionato successivo svincolando le proprie tesserate.
Nell'estate 2005 Eccher trova un accordo con il Porto Mantovano, squadra iscritta al campionato di Serie A2 2005-2006 e con la quale raggiunge la storica promozione in Serie A. La stagione 2006-2007 si rivela ostica per Eccher e compagne, con la squadra che non riesce a staccarsi dalle posizioni di fine classifica e che si rivela avere al termine del campionato di Serie A il peggior attacco e la peggior difesa, e con solo 8 punti è costretta a retrocedere in cadetteria. In quell'occasione Eccher scende in campo in tutti i 22 incontri.
Durante il calciomercato estivo 2007 si trasferisce alla Reggiana, società con cui ebbe in carriera i maggiori risultati. La stagione 2007-2008 si chiude al sesto posto in Serie A, con Eccher che sigla la sua prima rete nella massima categoria del campionato italiano il 22 settembre 2007, alla seconda giornata, fissando sul definitivo 2-1 l'incontro vinto in casa dell'Atalanta, mentre in Coppa Italia si ferma ai quarti di finale, dovendo cedere il passaggio del turno alla Fiammamonza; anche in quel caso Eccher si rivela protagonista dell'incontro, segnando al 20' la rete del parziale 1-0, tuttavia la squadra non riesce a contenere il ritorno delle avversarie che con Venusia Paliotti ribalta il risultato fissando il 2-1 che elimina la Reggiana in zona Cesarini.
La stagione 2008-2009 è quella in cui Eccher raggiunge i risultati più prestigiosi. La Reggiana conquista il quarto posto in Serie A e le semifinali in Coppa Italia. In campionato Eccher va nuovamente a segno con l'Atalanta alla terza giornata e in Coppa Italia deve cedere assieme alle compagne l'accesso alla finale al Bardolino Verona che poi si laureerà vincitore del torneo. In rosa anche per la stagione 2009-2010 trovando poco spazio Eccher lascia la società durante il calciomercato invernale con un tabellino personale di 27 presenze e 2 reti segnate in campionato.
Decide di fare ritorno al Trento, rispondendo alla richiesta di rafforzamento dell'organico al fine di evitare la retrocessione dalla Serie A2, obiettivo tuttavia disatteso al termine della stagione 2009-2010. Con la decisione della società di non iscriversi al campionato successivo dichiarando la propria inattività, Eccher e compagne vengono svincolate.
Nel corso del calciomercato estivo 2010 sposa il progetto del neoporomosso People's Bingo Roverbella decidendo di ripartire dalla Serie C regionale, contribuendo a raggiungere il terzo posto in classifica a fine campionato.
Nell'estate 2011 si trasferisce al neoistituito Real Bardolino, società che a Bardolino ha sostituito come unica realtà di calcio femminile il Bardolino Verona che ha spostato la propria sede a Verona. La squadra, che riunisce tra le altre anche la ex Debora Mascanzoni e allenata da Marina Pellizzer, riesce all'esordio a classificarsi al primo posto del campionato regionale di Serie C e accedere così a quello di Serie A2 2012-2013. Eccher condivide con le compagne il sesto posto in campionato alla prima stagione di A2 e il quarto la stagione successiva, l'ultimo di esistenza della Serie A2, tuttavia la società, in difficoltà economiche, prima dell'inizio del campionato di Serie B 2014-2015 dichiara l'inattività e svincola per proprie tesserate.

### Allenatrice
Conclusa l'attività agonistica Eccher si dedica all'allenamento: per la stagione 2015-2016 condivide la guida tecnica della formazione Under-19/Primavera dell'Alto Adige.

## Palmarès
- Campionato italiano di Serie A2: 1

Porto Mantovano: 2005-2006
- Campionato italiano di Serie B: 1

Mantova: 2001-2002 (secondo livello)